# ET425M型电力动车组
ET425M型电力动车组是一款使用于吉隆坡机场快铁的电力动车组，自2002年4月起正式投入服务。该型列车由德国的西门子交通集团设计制造，属于西门子“Desiro”动车组家族的系列产品之一。
吉隆坡机场快铁具有两种列车营运模式，第一种是由吉隆坡国际机场直达吉隆坡中央车站的机场快铁服务（KLIA Ekspres），全程运行时间为28分钟，繁忙时段每15分钟一班，使用8组ET425M型电力动车组营运，列车编号为X1-01～X1-08；第二种是中途停靠各站的机场支线服务（KLIA Transit），全程运行时间为37分钟，繁忙时段每20分钟一班，使用4组ET425M型电力动车组营运，列车编号为T1-01～T1-04。

## 技术特点
ET425M型电力动车组是西门子在德国铁路425型电力动车组基础上，为吉隆坡机场快铁特别设计的准高速电力动车组，两者的机械结构和电气系统都有许多相似之处。ET425M型电力动车组是适用于25千伏50赫兹单相交流电气化铁路的动力分散式列车，列车标准编组形式为“二动二拖”的4辆编组，由2辆带司机室的控制动车（Mc）和2辆中间拖车（P）组成。牵引系统采用交—直—交流电传动，牵引系统主要由牵引变压器、四象限脉冲整流器、中间直流环节电容、GTO-VVVF牵引逆变器、三相交流异步牵引电动机等设备组成。
列车采用由铝型材冲压加工制成的铝合金车体，车辆之间的通过台由双层波纹风档和地板盖板组成，列车可以使用两端的沙芬博格密接式车钩与另一组列车重联连接。和同时期德国铁路的424、425、426型电力动车组一样，ET425M型电力动车组亦使用铰接式转向架，4节车厢使用3台无摇枕的铰接式转向架连接，其中包括两台动力转向架和一台拖车转向架。每个转向架的侧梁上安装了四个空气弹簧，每两个空气弹簧分别支撑转向架前后的两个车体；牵引力和制动力通过中心销和牵引杆装置传递。
除了客室内部座位布置形式有所不同外，机场快铁和机场支线列车的其他设计都是相同的。机场快铁列车采用“2+2”的座位布置方式，整列列车共设有156个座位；机场支线列车由于需要服务通勤客流，因此将整列列车的座位数目减少至144个，提供396个站席空间以容纳更多的乘客。每组列车往吉隆坡中央车站方向的第一节车厢设有一个残疾人卫生间；而在往吉隆坡国际机场方向的第一节车厢则设有一个小型行李间。每节车厢设有两对双页电动塞拉门，车门采用在德国铁路常见的半自动式开闭设计，停车时旅客可按下车门内侧或外侧的发光按钮开启车门。

## 参看
- 马来西亚铁路运输
- 德国铁路423型电力动车组
- 德国铁路425型电力动车组
- 希腊铁路460型电力动车组
- 斯洛文尼亚铁路312型电力动车组